# Las Rozas de Madrid
Las Rozas de Madrid er en by og kommune i det centrale Spanien i Madrid-regionen. Den har et indbyggertal på 98.590 (2024) indbyggere.